# Ольха
Ольха́ (лат. Álnus, кельт. Alisa) — род деревьев и кустарников семейства Берёзовые (Betulaceae), объединяющий, по современной классификации 47 подтвержденных видов и 39 таксонов, ожидающих подтверждения.
Народные названия: вильха, вольха, елоха, елха, елшина, лешинник, олешник, олех, ольшняк.

## Этимология названия
Русское слово «ольха» происходит от праслав. *olьxa/elьxa (откуда также укр. вільха, бел. вольха, болг. елша́, сербохорв. jóвa, словен. jélša, чеш. оlšе, словац. jelšа, пол. оlszа, в.-луж. wólša, н.-луж. wolšа), восходящему через форму *ălĭsā/ĕlĭsā к пра-и.е. *elisos < *haéliso/eha- (ср. нем. Erle < др.-в.-нем. elira / erila, англ. alder < ср.-англ. aller < др.-англ. alor). Индоевропейская лексема является производной от корня *el-, ol-, связанного с обозначением светлого или красного / бурого цвета.
Родовое название Alnus является латинским названием ольхи чёрной (Alnus glutinosa), встречающимся ещё у римских писателей Витрувия, Плиния и других. Через форму *elsno- (ср. лит. al̃ksnis, латыш. alksnis, прусск. *alskande) оно также восходит к общеиндоевропейскому названию ольхи *haéliso/eha-. Долгое время в науке бытовала методологически несостоятельная точка зрения, высказанная ещё Исидором Севильским, что латинское название ольхи происходит от лат. álitur(ab) ámne — питается рекой или кельтского al — при, alis — вода, lan — берег — по местообитанию.

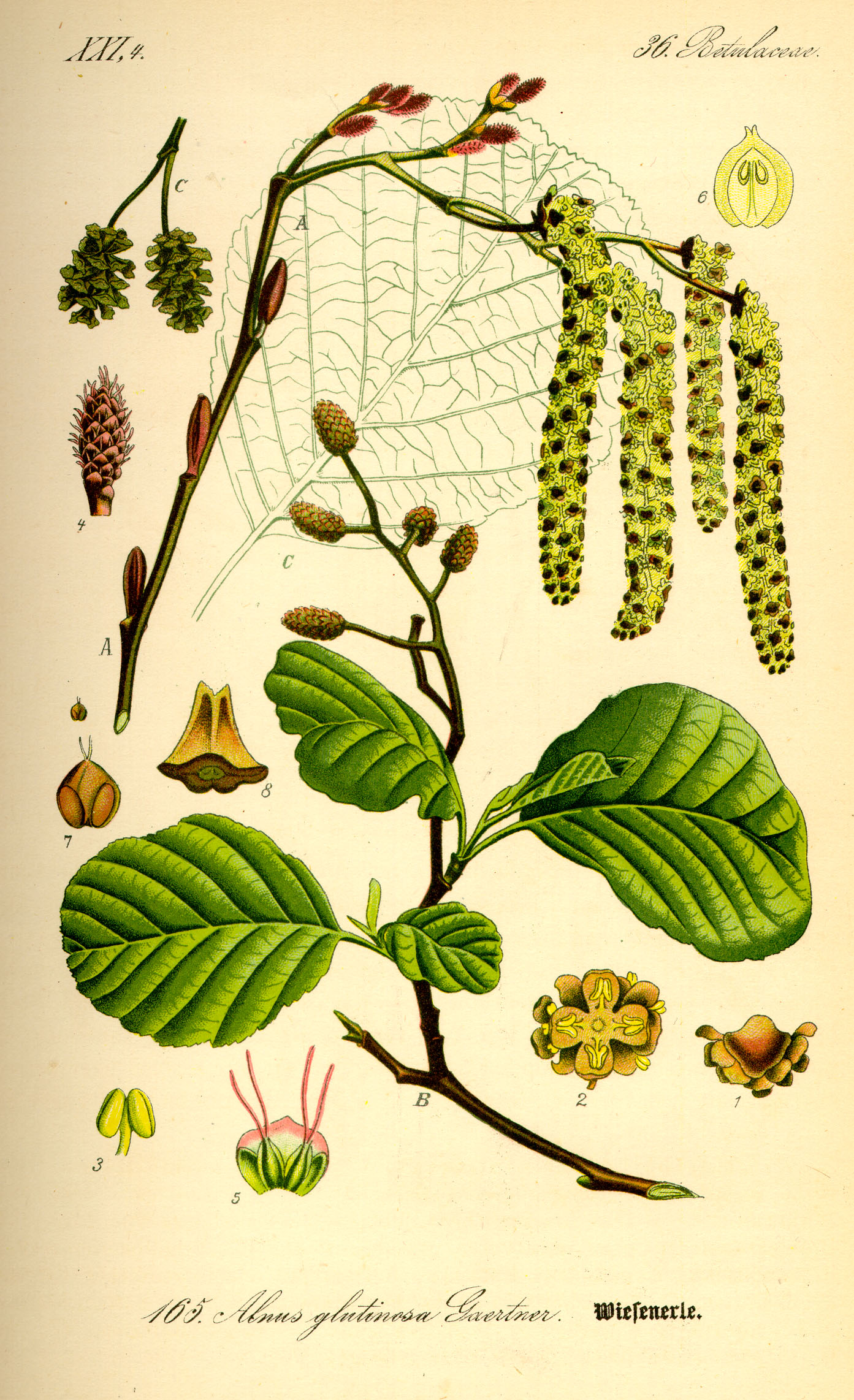
Ольха чёрная.

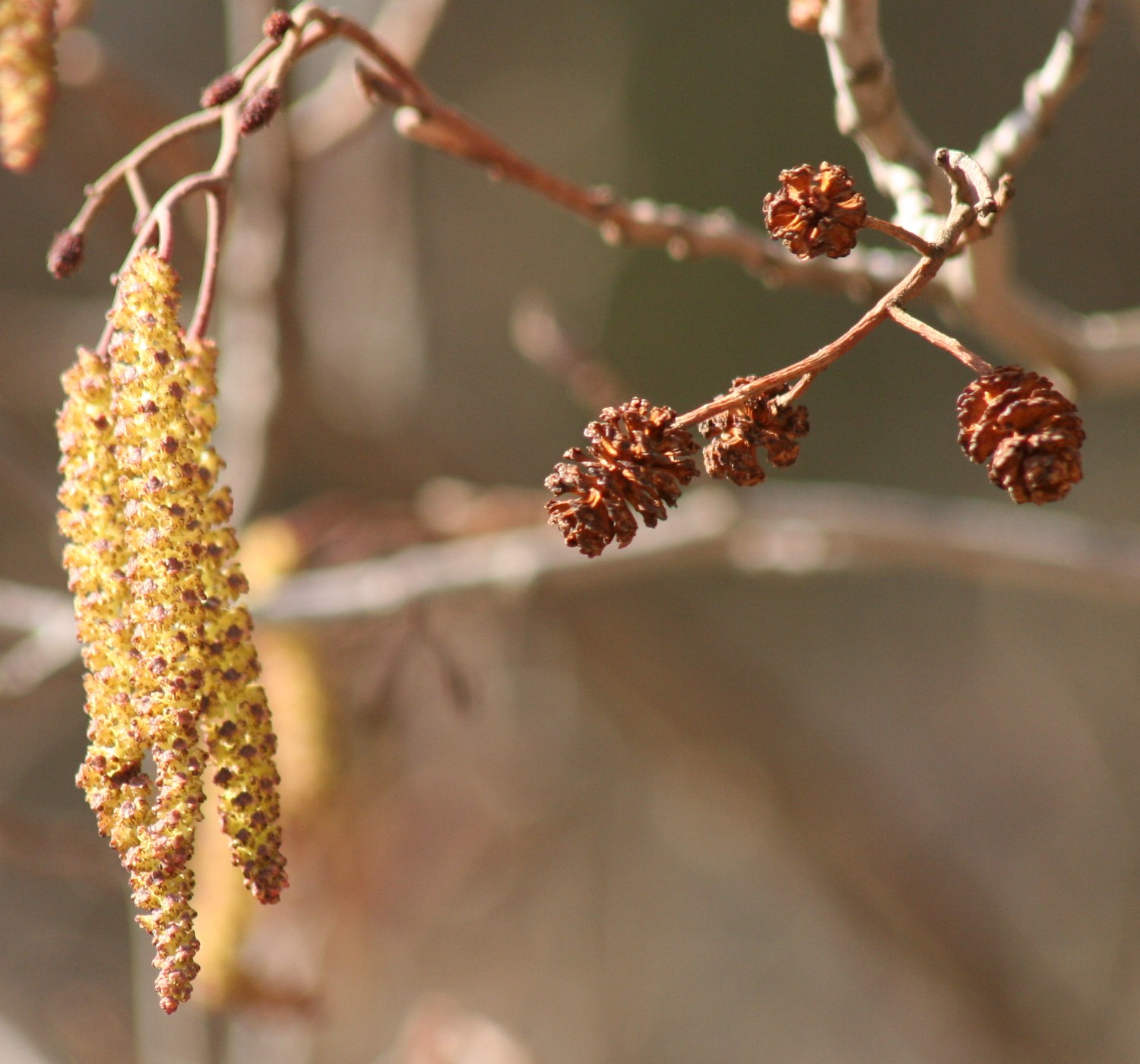

## Ботаническое описание
Листопадные деревья, иногда кустарники. Жизненная форма может изменяться в зависимости от условий местообитания.
Побеги цилиндрические, с неправильно треугольной, зеленоватой сердцевиной, округлыми или овальными чечевичками.
Почки на ножках, с двумя чешуями. Листья очередные, черешковые, простые, цельные, изредка слегка лопастные, по краю обычно зубчатые, с рано опадающими прилистниками. Форма листа — от почти округлой, яйцевидной, обратнояйцевидной до ланцетной. Жилкование перистое. Листосложение складчатое. Почки, листья и ветви, как правило, несут трихомы. Род очень изменчив по опушённости и желёзистости, причём эти различия как меж-, так и внутривидовые.
Пестичные и тычиночные цветки ольхи однодомные. Как правило, тычиночные цветки образуются в верхней части побега, собраны длинными серёжками. Пестичные цветки собраны в мелкие колоски и сидят в нижней части побега. У большинства видов распускаются рано весной. У некоторых видов, например у ольхи приморской (Alnus maritima) цветение происходит осенью, в октябре — декабре. Цветение происходит до или одновременно с распусканием листьев, что способствует лучшему переносу пыльцы ветром. Соцветия закладываются в течение вегетационного периода предшествующего года, тычиночные — с середины лета (5—6 месяцев), пестичные — с осени (1—2 месяца). Мужские цветки сидят по три, редко по одному, на щитовидно расширенных цветоножках, спирально усаживающих стержень серёжки; околоцветник простой, обыкновенно четырёхлистный или четырёхнадрезный; четыре тычинки имеют короткие нити и крупные двугнёздные пыльники. Женские цветки сидят попарно в пазухах мясистых чешуй, которые ко времени созревания плодов деревенеют и образуют характерную для ольхи шишку, напоминающую шишку хвойных деревьев. Отдельный цветок лишён покровов и состоит из двугнёздной завязи с двумя нитевидными столбиками. Опыляется ветром. Период между опылением и оплодотворением составляет около 85 дней. Семена созревают к октябрю.
Плод — односеменной орешек с двумя одревесневшими рыльцами и кожистыми, реже плёнчатыми крыльями, либо бескрылый. Вылет семян начинается осенью и продолжается до весны. Их распространение происходит в основном ветром и водой. Одревесневшие шишки длительное время сохраняются на дереве после опадения плодов.
Ольха распространяется семенами, корневыми отпрысками и порослью от пня. Способность к вегетативному размножению у разных видов и отдельных экземпляров одного вида различна.

## Распространение и экология
Виды ольхи распространены в зоне умеренного климата Северного полушария. Некоторые виды заходят в Южную Америку, а в Азии доходят до Бенгалии и северного Вьетнама, но встречаются там только в горах. На севере отдельные виды доходят до лесотундры и тундры, а в горах поднимаются до субальпийского пояса. В Норвегии ольха серая встречается по всей лесной зоне, южнее 70° северной широты. На севере она примешивается к хвойным породам, а южнее образует смешанные леса вместе с буком и дубом. В Великобритании некогда во влажных местах преобладали ольховые леса, а в настоящее время, в результате хозяйственной деятельности человека они уничтожены. Ольха чёрная входит в состав пойменных лесов на территории Германии по долинам Рейна, Эльбы, Везера и Дуная, на территории Венгрии, на территории Румынии в пойме и дельте Дуная, долинам Серети, Прута, Олта, Муриша и др. В Польше ольха чёрная встречается в лиственных насаждениях (3 %), а ольха серая представлена в них только в виде примеси. На территории бывшей Югославии, вдоль Дуная, Дравы и Моравы тянется полоса лугов и степей с редкими рощами, в состав которых входит ольха чёрная. Сохранились древостои из ольхи чёрной по долине реки По и на острове Кипр в увлажнённых местах. На побережье и предгорьях западных склонов Ливана встречаются рощи из ольхи восточной, как чистые, так и в смеси с дубом пушистым, сосной алеппской и итальянской, платаном восточным. В китайской провинции Сычуань ольха растёт по руслам горных рек. В Корее по долинам рек встречаются рощи из ольхи пушистой. В Японии на острове Хоккайдо в хвойных лесах можно встретить ольху японскую.
Ольха предпочитает богатые, влажные, хорошо дренированные почвы. Она растёт по берегам рек, ручьёв, на травянистых болотах, у подножия возвышенностей. Ольха может мириться с любыми по богатству и влажности почвами и заселять сухие, бедные, песчаные и щебнистые, а также тяжёлые, глинистые почвы. Ольха улучшает почву за счёт способности к азотфиксации, а также за счёт того, что выделяет в почву вещества, оказывающие ингибирующее влияние на патогенные организмы и увеличивающие популяции микроорганизмов с ними конкурирующими.
Ольха служит эдификатором лесных болот, например, в Полесье — ольха чёрная, а в Колхиде — ольха бородатая. Там она обычно растёт на высоких кочках и снабжена как бы ходульными корнями, укрепляющими дерево в неустойчивой почве. В субальпийском поясе гор образует кустарниковые заросли ольха зелёная.
Для России имеют значение: Ольха чёрная (Alnus glutinosa) — крупное, наиболее широко распространённое дерево с широкими, выемчатыми на вершине, блестящими тёмно-зелёными листьями; Ольха серая (Alnus incana) — небольшое дерево, чаще — крупный кустарник с гладкой корой ствола и синевато- или серовато-зелёными листьями, заострёнными на вершине; Ольха итальянская (Alnus cordata) и Ольха восточная (Alnus orientalis) встречаются в Закавказье, где первый вид развивается в виде довольно крупного дерева, второй же — небольшое деревцо. Ольха зелёная (Alnus viridis) — небольшое деревцо, встречающееся в горах Средней Европы, в Сибири и в Северной Америке; отличается от названных выше видов тем, что у неё боковые почки сидячие (как у всех лиственных пород), у первых же они на особых черешках.
Заросли ольхи называются ольшаниками, или ольховниками.

## Грибы, связанные с родом Ольха
С видами ольхи связан ателия ольховая (это отражено в его названии), произрастающий на валежных стволах этих деревьев. На сухих ветвях ольхи поселяется гипоксилон бурый, очень часто он встречается на отмерших молодых стволах:69, а на стволах и ветвях — дальдиния концентрическая и фомитопсис блюдцевидный:109. На коре толстых валежных ветвей нередко встречается флебия радиальная:97. На валежнике, пнях, а также и на живых ослабленных деревьях ольхи растёт трутовик настоящий:107, а на живых стволах — трутовик ложный:125.
Как микоризообразователи с ольхой известны шляпочные грибы из рода наукория (Naucoria) семейства строфариевых (Strophariaceae), например, наукория ольхи (Naucoria alnetorum), наукория богемская (Naucoria bohemica), наукория новолесная (Naucoria silvaenovae) и другие, гиродон сизоватый, или подольшаник из семейства Свинушковые:145. На пнях ольхи растёт гриб-сапротроф чешуйчатка ольховая:209.

## Значение и применение

### Древесина
(раздел написан на основе статьи Ольха в Энциклопедическом словаре Брокгауза и Ефрона)
Древесина ольхи не отличается прочностью, но имеет довольно равномерное строение, облегчающее обработку, и красивый красноватый цвет. Более ровные и толстые стволы поэтому идут на поделки, для столярных и токарных изделий, но главная масса ольховой древесины идёт на дрова, ценимые обыкновенно на 10—30 % дешевле берёзовых.
Древесина ольхи долго сохраняется под водой и потому находит применение для мелких подводных сооружений.
Ольховый уголь ценился для изготовления охотничьего пороха.
В России ольховые дрова использовались для выжигания сажи в печных трубах (особенно после сосновых).
Ольховая стружка и опилки используются при копчении мяса и рыбы.
Древесина ольхи применяется также для изготовления корпуса электрогитар.

### В медицине
Отечественной фармакопеей признаются ольха чёрная и ольха серая. В официальной и народной медицине применяются настои, отвары коры, листьев и соплодий как противовоспалительное, антибактериальное, вяжущее, кровоостанавливающее, ранозаживляющее, иммуномодулирующее, противораковое средство.

### Прочее использование
Кора ольхи используется при дублении и окрашивании кож. Из неё добывают чёрную, жёлтую и красную краски.
Листья и шишки служат лекарственным сырьём.
Ольха является медоносом и ценным декоративным растением. Весной она красива длинными, висячими серёжками, а летом ажурной, блестящей листвой. В озеленении чаще используются ольха чёрная и ольха серая.
Ольха улучшает почву и поэтому используется в лесоводстве в качестве вспомогательной породы. Ольха способна произрастать на бедных, щебнистых почвах, обломочных скальных породах. Это свойство использовалось для облесения отвалов в Германии, США, Эстонии и на Украине.

## Кормовое значение
Листья ольхи характеризуются высоким содержанием протеина, значительным содержанием сырого жира и относительно небольшим содержанием клетчатки; средний из 12 анализов состав листьев (от абсолютно сухого вещества в %): золы 5,5, протеина 21,3, жира 6,5, клетчатки 16,1, БЭВ 50,6.
В сухом виде удовлетворительно поедаются овцами и козами, для которых местами используется для заготовки веточного корма. Из-за значительного количества дубильных веществ и горького вкуса листьев в свежем виде сельскохозяйственными животными не поедаются или поедаются плохо. Ольху рекомендуется скармливать в небольших количествах, лучше совместно с другими древесными породами.
Как кормовые растения ольхи наибольшее значение имеют для зимнего питания некоторых промысловых птиц (рябчиков, тетеревов, куропаток), которые поедают пыльниковые серёжки, почки и частично молодые побеги ольхи. Некоторые виды частично поедаются оленем. В небольшом количестве поедаются зимой пятнистым оленем, бобром, лосём, ондатрой.

## Классификация
Род Ольха — один из шести современных родов, входящих в семейство Берёзовые (Betulaceae) порядка Букоцветные (Fagales).
Большинство систематиков, следуя классификации С. К. Черепанова, разделяют род Alnus на три секции:
- Hymnothyrsus — самая крупная секция, к которой принадлежит, например, Ольха чёрная.
- Haplostachys — представители секции произрастают только вблизи морских побережий.
- Proskeimostemon — распространена преимущественно в Европе и включает ольху серую.

Однако эта система противоречит данным анализа ДНК. Различное число видов ольхи, указываемое в различных источниках, связано с большой их изменчивостью и способностью естественной гибридизации. Наиболее распространёнными видами являются ольха чёрная, ольха серая, ольха пушистая. Furlow J. J. сократил число видов ольхи, произрастающих в Северной Америке, отнеся Alnus rugosa и Alnus tenuifolia к подвидам Alnus incana. Первая из них встречается на атлантическом побережье, а вторая — на тихоокеанском. На юго-востоке ареал Alnus rugosa накладывается на ареал Alnus serrulata, где обнаруживаются промежуточные между ними формы, которые Furlow J. J. посчитал гибридами. Также он не выделил в отдельный вид, в отличие от других систематиков, и Alnus americana, посчитав его подвидом Alnus incana, свойственным северо-востоку Северной Америки. Много споров вызывает систематическое положение Alnus barbata и Alnus kolaensis, ранее выделявшихся в отдельные виды, а в настоящее время первый из них считается подвидом Alnus glutinosa, а второй — Alnus incana. В. В. Ильинский и А. Б. Шипунов, используя метод геометрической морфологии, сделали выводы о принадлежности ольхи кольской к виду ольхи серой в качестве её разновидности или даже экологической формы, а ольху бородатую выделили в отдельный вид, близкий к ольхе чёрной.

### Таксономия[4]
Alnus  Mill., 1754, Gard. Dict. Abr. ed. 4 : s.p.
Род Ольха относится к семейству Берёзовые (Betulaceae) порядка Букоцветные (Fagales). Кладограмма в соответствии с Системой APG IV по состоянию на июнь 2023 года:
|  |                                      |  |                                   |                                   |                     |  | ещё 6 семейств |             |             |                                                                |
|  |                                      |  |                                   |                                   |                     |  |                |             |             | 47 подтвержденных видов и 39 таксонов, ожидающих подтверждения |
|  |                                      |  |                                   | порядок Букоцветные               |                     |  |                |             | род Ольха   |                                                                |
|  |                                      |  |                                   | порядок Букоцветные               |                     |  |                |             | род Ольха   |                                                                |
|  | отдел Цветковые, или Покрытосеменные |  |                                   |                                   | семейство Берёзовые |  |                |             |             |                                                                |
|  | отдел Цветковые, или Покрытосеменные |  |                                   |                                   |                     |  |                |             |             |                                                                |
|  |                                      |  | ещё 63 порядка цветковых растений | ещё 63 порядка цветковых растений |                     |  |                | ещё 5 родов | ещё 5 родов |                                                                |
|  |                                      |  |                                   | ещё 63 порядка цветковых растений |                     |  |                |             | ещё 5 родов |                                                                |

### Виды
Род насчитывает 47 подтвержденных видов:
- Alnus × hanedae  Suyinata
- Alnus × hosoii  Mizush.
- Alnus × mayrii  Callier
- Alnus × peculiaris  Hiyama
- Alnus × suginoi  Sugimoto
- Alnus acuminata  Kunth
- Alnus alnobetula  (Ehrh.)  K.Koch  — Ольха зелёная
- Alnus cordata  (Loisel.)  Duby  — Ольха сердцевидная
- Alnus cremastogyne  Burkill  — Ольха вислоплодная
- Alnus djavanshirii  H.Zare
- Alnus dolichocarpa  H.Zare, Amini  &  Assadi
- Alnus elliptica  Req.
- Alnus fallacina  Callier
- Alnus fauriei  H.Lév.  &  Vaniot
- Alnus ferdinandi-coburgii  C.K.Schneid.
- Alnus firma  Siebold  &  Zucc.  — Ольха твёрдая
- Alnus formosana  Makino
- Alnus glutinosa  (L.)  Gaertn.  — Ольха чёрная
- Alnus glutipes  (Jarm.  ex  Czerep.)  Vorosch.
- Alnus hakkodensis  Hayashi
- Alnus henryi  C.K.Schneid.
- Alnus hirsuta  (Spach)  Rupr.  — Ольха пушистая
- Alnus incana  (L.)  Moench  — Ольха серая
- Alnus japonica  (Thunb.)  Steud.  — Ольха японская
- Alnus jorullensis  Kunth
- Alnus lanata  Duthie  ex Bean
- Alnus lusitanica  Vít, Douda  &  Mandák
- Alnus mairei  H.Lév.
- Alnus mandshurica  (Callier)  Hand.-Mazz.  — Ольха манчжурская
- Alnus maritima  (Marshall)  Muhl.  ex  Nutt.  — Ольха приморская
- Alnus matsumurae  Callier
- Alnus maximowiczii  Callier  — Ольха Максимовича
- Alnus nepalensis  D.Don
- Alnus nitida  Endl.
- Alnus oblongifolia  Torr.
- Alnus orientalis  Decne.
- Alnus paniculata  Nakai
- Alnus pendula  Matsum.  — Ольха повислая
- Alnus pubescens  Tausch
- Alnus rhombifolia  Nutt.  — Ольха ромболистная
- Alnus rubra  Bong.  — Ольха красная
- Alnus serrulata  Willd.
- Alnus serrulatoides  Callier
- Alnus sieboldiana  Matsum.
- Alnus subcordata  C.A.Mey.  — Ольха сердцелистная
- Alnus trabeculosa  Hand.-Mazz.
- Alnus vermicularis  Nakai

### Синонимы
- Alnobetula  Schur
- Betula-alnus  Marshall
- Cremastogyne  Czerep.
- Semidopsis  Zumagl.

## В культуре
- У карел ольховые дрова считаются лучшими для предсвадебной бани невесты. Древесина её считается лёгкой, дым душистым, и это определяет будущую счастливую жизнь женщины в семье мужа[28].
- Если человек в Ирландии срубил ольху, считалось, что он совершил преступление. И с этого момента он становится ответственным за все несчастные случаи, произошедшие в деревне.
- «В древнеирландской традиции ольха — священное дерево бога Брана».[29]
- Ольха (также как и два других священных дерева воскрешения: тополь сребролистый и кипарис) росла на острове Огигия возле пещеры Калипсо[30].
- Месяц года у друидов, посвящённый ольхе, четвёртый, начиная от зимнего солнцестояния[31].
- Ковчег, в котором Рея Сильвия отправила Ромула и Рема (будущих основателей Рима) вниз по течению реки, был сделан из ольхи.
- В мифологии коми ольха считалась священным деревом, рассказывающим об убийстве человека.
- Песня «Серёжка ольховая» Евгения Крылатова на стихи Евгения Евтушенко.

## Народные приметы
- Коли наперёд опушится берёза — жди сухого лета, коли ольха — мокрого[32].